# Kore (vệ tinh)
Kore /ˈkɔːriː/, còn được gọi là Jupiter XLIX là một vệ tinh tự nhiên của Sao Mộc. Nó được một nhóm các nhà thiên văn học từ Đại học Hawaii do Scott S. Sheppard dẫn đầu phát hiện năm 2003 và được đặt tên tạm thời S/2003 J 14.
Kore có đường kính khoảng 2 km, và quay trên quỹ đạo xung quanh Sao Mộc ở khoảng cách trung bình 23.239.000 km trong 723,720 ngày, với độ nghiêng 141° so với mặt phẳng hoàng đạo (139° so với xích đạo của Sao Mộc), chuyển động nghịch hành và độ lệch tâm là 0,2462.
Nó thuộc nhóm Pasiphae, bao gồm các vệ tinh nghịch hành, hình dạng không đều quay quanh Sao Mộc ở khoảng cách từ 22,8 đến 24,1 triệu km, và có độ nghiêng nằm trong khoảng 144,5° đến 158,3°.
Nó được đặt theo tên của Kore, một tên gọi khác của nữ thần Hy Lạp Persephone (từ tiếng Hy Lạp, "con gái [của Demeter]").